# Габриеле Куби
Габриеле Куби (родена през 1944 г. в Констанц, Германия) е германска писателка и преводачка, магистър по социология.
Авторка е на книги по социално-политически въпроси, в които застъпва консервативна християнска гледна точка. Като католическа активистка е известна с позициите си против абортите, за пола и джендъра, както и за морала в поредицата книги за Хари Потър.

## Личен живот
Куби е дъщеря на германския журналист и сценарист Ерих Куби, сестра на документалиста Клеменс Куби и племенница на икономистите Вернер Хайзенберг и Ернст Шумахер. Майка е на три деца. След развод приема католицизма през 1997 г. Има магистърска степен по социология.

## Произведения
- Mein Weg zu Maria – Von der Kraft lebendigen Glaubens (1998)
- Kein Friede ohne Umkehr – Wortmeldungen einer Konvertitin (2002)
- Harry Potter – Der globale Schub in okkultes Heidentum (2002)
- Harry Potter – gut oder böse?, Schwerpunkt: Band V (2003)
- Ausbruch zur Liebe. Für junge Leute, die Zukunft wollen (2005)
- Die Gender–Revolution – Relativismus in Aktion (2006)
- Verstaatlichung der Erziehung – Auf dem Weg zum neuen Gender-Menschen (2007)
- Only You – Gib der Liebe eine Chance (2009)
- Selbsterkenntnis: der Weg zum Herzen (2010)
- Die globale sexuelle Revolution – Zerstörung der Freiheit im Namen der Freiheit (2012)
Глобалната сексуална революция: Унищожаване на свободата в името на свободата, изд. „Омофор“ (2019), прев. Иглика Митева
- GENDER – Eine neue Ideologie zerstört die Familie (2014)